# 斧文蛤
为簾蛤目簾蛤科文蛤屬下的一个种。

## 分佈
主要分布于越南、韩国、中国大陆、台湾，常栖息在面对外洋的沿岸、潮下带到20米沙底。